# Beauraing-i Miasszonyunk

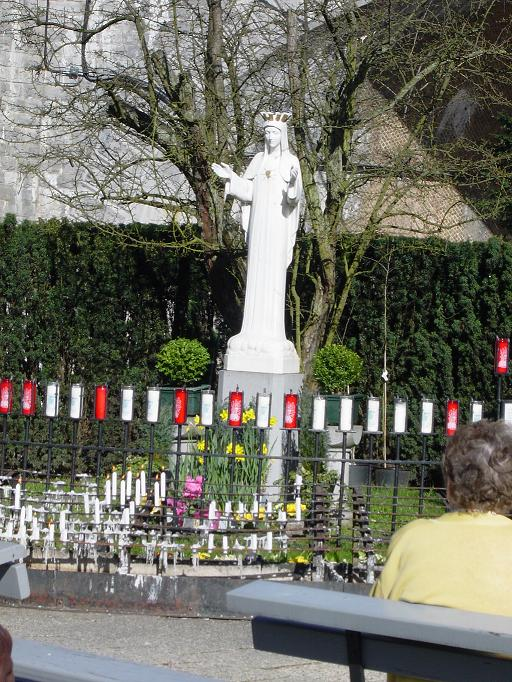
A jelenés helyszínén felállított Szűz Mária szobor Beauraing ben (Belgiumban)

Beauraing-i Miasszonyunk egy Szűz Mária-jelenés, amely Belgiumban történt 1932. november 29. és 1933. január 3. között.
33 alkalommal, öt gyerek előtt – Andrea (1918) és Gilberta Degeimbre (1923), Fernande (1917), Albert (1921) és Gilberta Voisin (1919) – jelent meg a Bearaing városa kolostorának kertjében, nem messze egy lourdesi barlang másolatától. Az első jelenések alkalmával félelmükben haza szaladtak, és otthon megfenyítette az egyik szülő őket, hogy kitalálják az esetet. Később a két család szülei botokkal felfegyverkezve mentek ki együtt a gyerekekkel, amikor odaértek a gyerekek térdre zuhantak és elkezdték imádkozni az Üdvözlégy imát. Az imák között kérdéseket tettek fel a jelenségnek, de a szülők nem láttak és nem hallottak semmit a jelenségből. (A helyi pap szerint ezek a gyerekek nem mutattak különösebb érdeklődést a templomban a keresztény hittel kapcsolatban korábban. Az Isten Anyjának és Ég Királynőjének mutatkozott be.
A gyerekek azt mondták, hogy a hölgy kérte, hogy egy kápolna is épüljön ott, és kijelentette, hogy Én vagyok a Szeplőtelen Szűz. Ő azt kívánta, hogy zarándokok jöjjenek a helyszínre, és megkérte a gyerekeket (és mindenkit), hogy „imádkozzatok, imádkozzatok, imádkozzatok”. Az egyik utolsó látomásban megmutatta az ő Arany Szívét.
Az utolsó látomásban, a Szűz állítólag megkérdezte az egyik gyerektől Fernande-tól: "Szeretsz fiam?" és ő válaszolt: Igen. Majd megkérdezte: Szeretsz engem? és ő ismét válaszolt: Igen. Mária akkor azt mondta: Akkor áldozd magad értem, és búcsúzott, mielőtt a gyermek válaszolt volna.

## A szülők
A szülők később abba a helyzetbe voltak, hogy nekik kellett nyilatkozni újságíróknak. Degeinbre-né így számol be:

„Nem sokkal hét után elfulladva rohantak be és felizgatva mesélték el, hogy Albert a zárda iskola mellett a rácsnál az egyik fa ágai között tündöklő fényt pillantott meg. amelyet a kislányok is láttak. Erre elmenekültek hátat fordítva a fénynek, pillantásukat a földre sütve, hogy ne lássák meg azt, amitől féltek. S össze-vissza beszéltek Szűz Máriáról. Mindez nagyon hihetetlennek tűnt fel nekünk, és mivel nagyon bizonygatták hogy a Szűzanya volt, veszekedni kezdtem velük és aludni küldtem őket. A következő nap megint ugyanaz történt. Ismét futva jöttek haza és inkább félholtak voltak, mint élők, bejöttek a házba, de amit akkor kaptak, azt soká nem fogják elfelejteni!(..)De csütörtökön újra holtsápadtan jöttek haza. És erősítgették, hogy a jelenség kétségtelenül a Szűzanya. Ez aztán már felülmúlta értelmünket. Egészen biztosak voltunk, hogy valami ostoba és elvetemült ember ijeszti és izgatja gyermekeinket.(..) Szóltam néhány szomszédnak, Voisin asszonynak is és minden eshetőségre elláttuk magunkat botokkal.(..) Így értük el a kolostor kertet, egészen a rács mellett a gyerekek térdre estek, pillantásukkal mereven szegezték egy fára és hangosan ájtatosan imádkoztak. Őszinteségükben attól a pillanattól fogva nem lehetett kételkednünk. Mindez olyan előtt történt, amelyet mi magunk nem láttunk. Azonban, hogy ők látták, abban nem lehetett tovább kételkedni.(<>) hátra is mentem a grotta mögé nézegetni kezdtem a fákat és bokrok között a gyerekek pedig imádkoztak és féltek. Amikor magam körül ütöttem a bottal, azonnal felkiáltott Andrea: – Mama ne menj tovább, ott vagy mellette! Én egészen elhűltem. Senkinek sem tudom megmondani mit érezhettem ebben a pillanatban.
Szűz Mária Belgiumban (2) – Riport a beauraing-i csodás jelenésekről. Írta: P. Josef Schans O. S. B. Mária kongregáció 1935. június 18–19. oldal”

## A jelenés után
- 1935-ben bizottság alakult az események kivizsgálására.[3]
- A Szűz Mária-jelenés végső jóváhagyását André-Marie Charue Namur (Belgium) püspöke adta meg 1949-ben.
- 1985. május 18-án a Mária-kegyhelyet meglátogatta Szent II. János Pál pápa is, és a helyszínen imádkozott.